# Överby gård

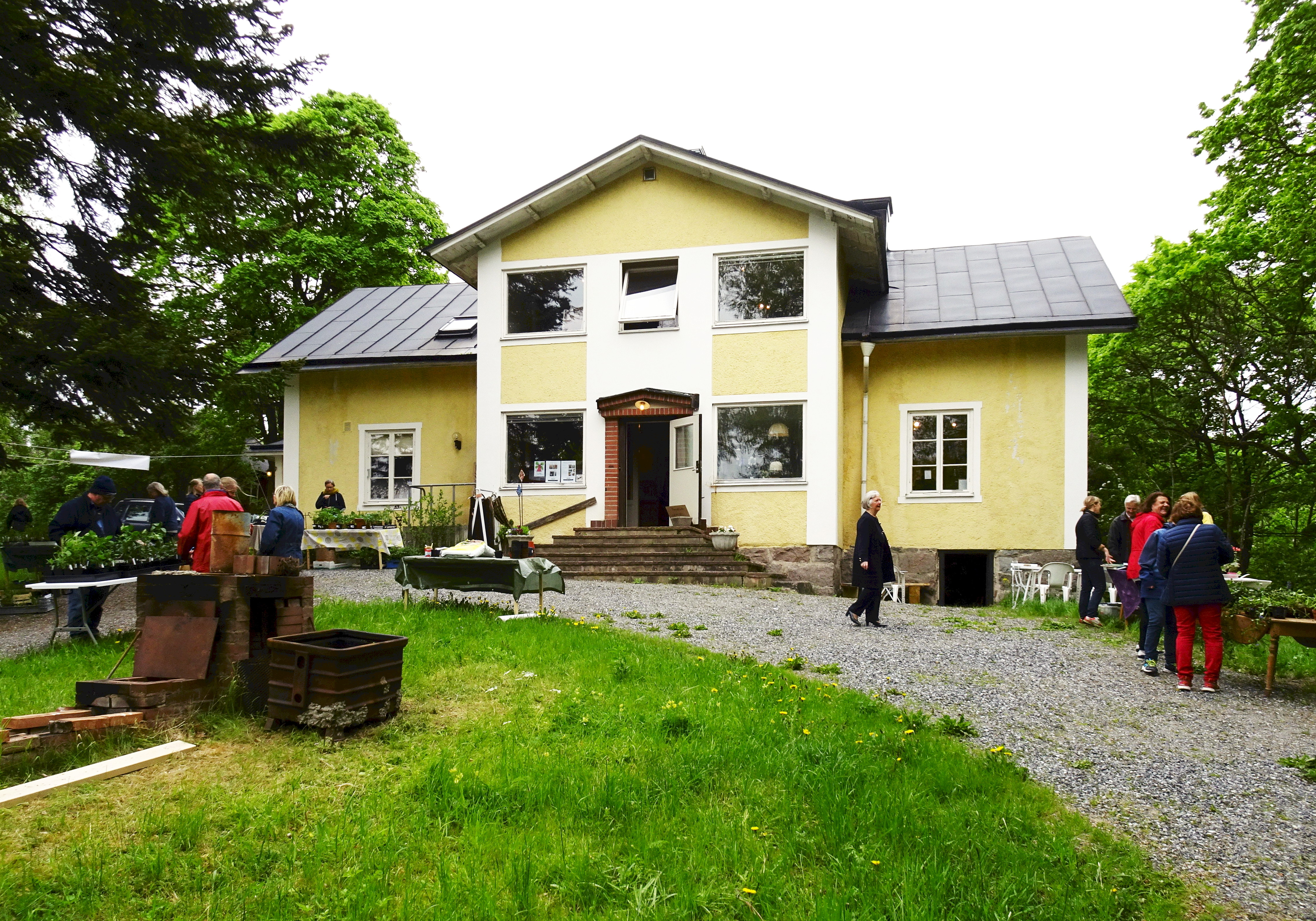
Överby gårds huvudbyggnad, 2016.

Överby gård är en tidigare bondgård i Sollentuna kommun, Stockholms län. Överby tillhör de få förhistoriska gårdar i kommunen som är bevarade i ett nästan orört jordbrukslandskap. Överby gård är numera ett konstcentrum med galleri, ateljéer och kursverksamhet. Vid gården står Överby kvarn som är länets enda fungerande väderkvarn.

## Historik

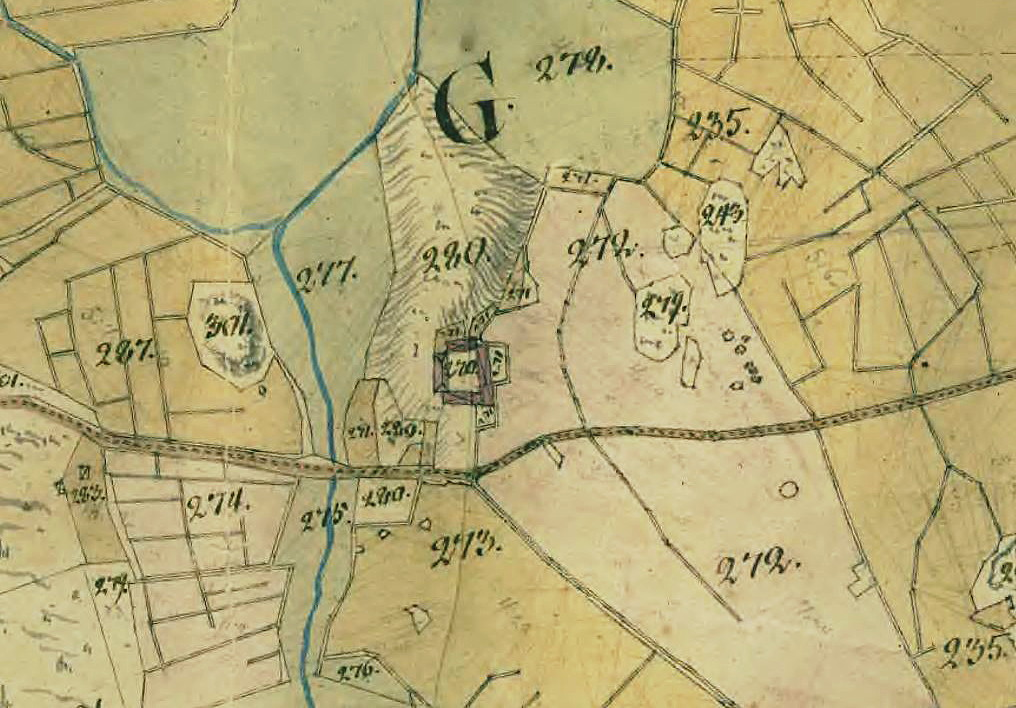
Överby, lantmäterikarta 1812−13.

Platsen var bebodd redan under järnåldern, som talrika gravfält vittnar om. Ungefär 25 synliga gravanläggningar kan knytas till Överby. Överby omskrivs 1489 under namnet Offerbyn, som då bestod av tre gårdar. Den gamla bytomten om cirka  200 x 65 meter ligger strax söder om dagens bebyggelse, och skärs av genom Stäketleden (RAÄ-nummer Sollentuna 475). 1636 hade antal gårdar ökad till fyra som sedermera slog ihop till en. På en lantmäterikarta från 1812 är Överby markerad som en enda gård med fyra längor kring ett gårdstun.
Fram till 1938 ägdes Överby gård av riksdagsmannen Harald Laurin, som levde här med hustru och sju barn. Vid den tiden bodde totalt 90 personer på Överby. De arbetade i trädgård, ladugård och stall. I trädgårdens orangeri odlades exotiska frukter och en plommonsort uppkallades efter gården. 
Efter Laurins tid nyttjades gården som sjukhem och hem för ensamstående mödrar. Idag ägs gården av Sollentuna kommun och sedan 1982 driver den ideella föreningen Överbygruppen ett konstcentrum med galleri, butik, café, ateljéer och kursverksamhet i byggnaden.

## Byggnader
Utöver själva huvudbyggnaden finns idag flera äldre boningshus och ekonomibyggnader på Överby. Intressant är ett putsat och vit avfärgat kubbhus från 1800-talets andra hälft. Huset är ett exempel på hur man laborerade med alternativa byggnadssätt. Till gårdsmiljön här även Överby kvarn från mitten av 1800-talet med tillhörande mjölnarstugan. Den senare är en konstnärsateljé.

## Bilder

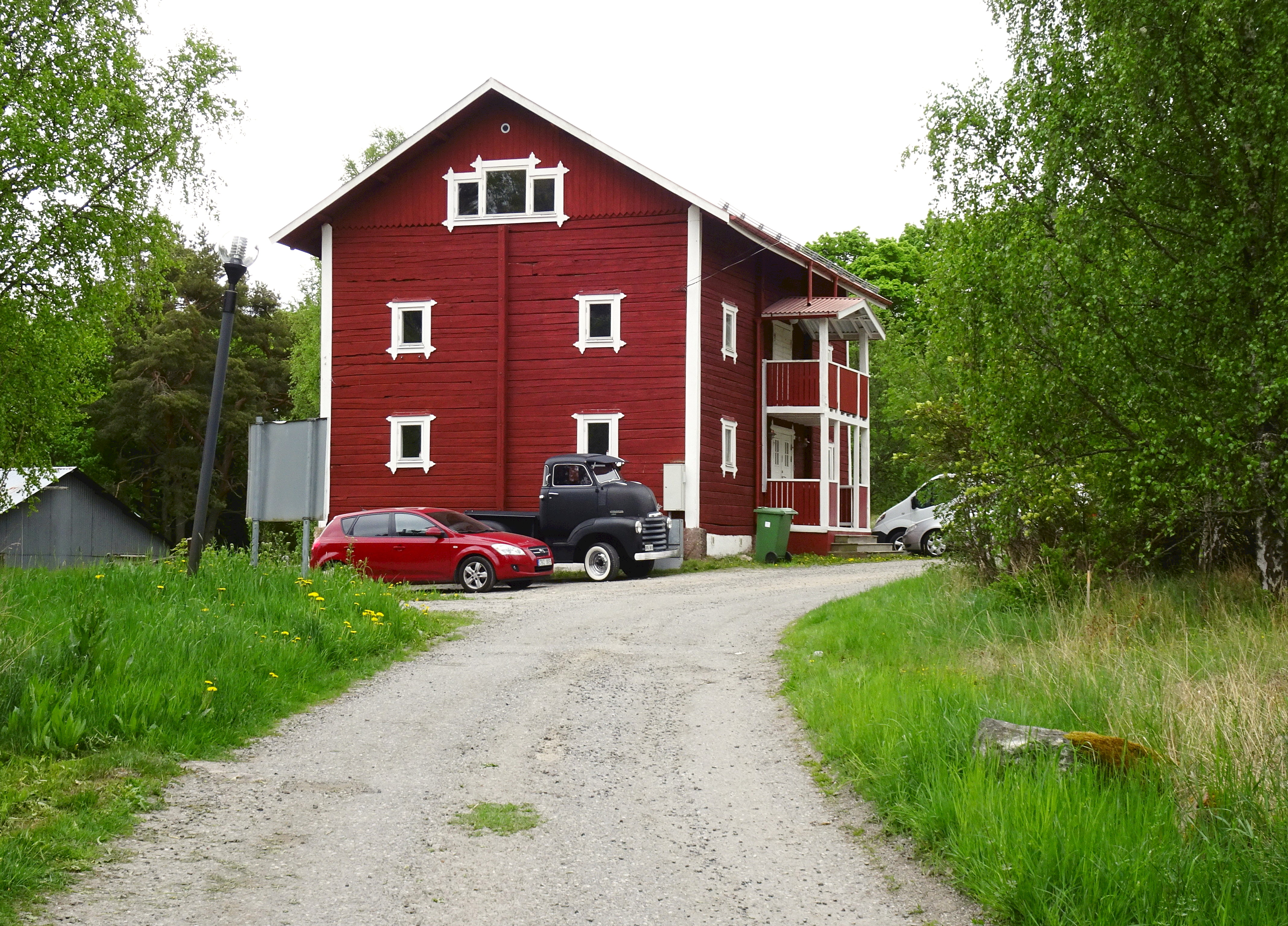
Äldre sädesmagasin
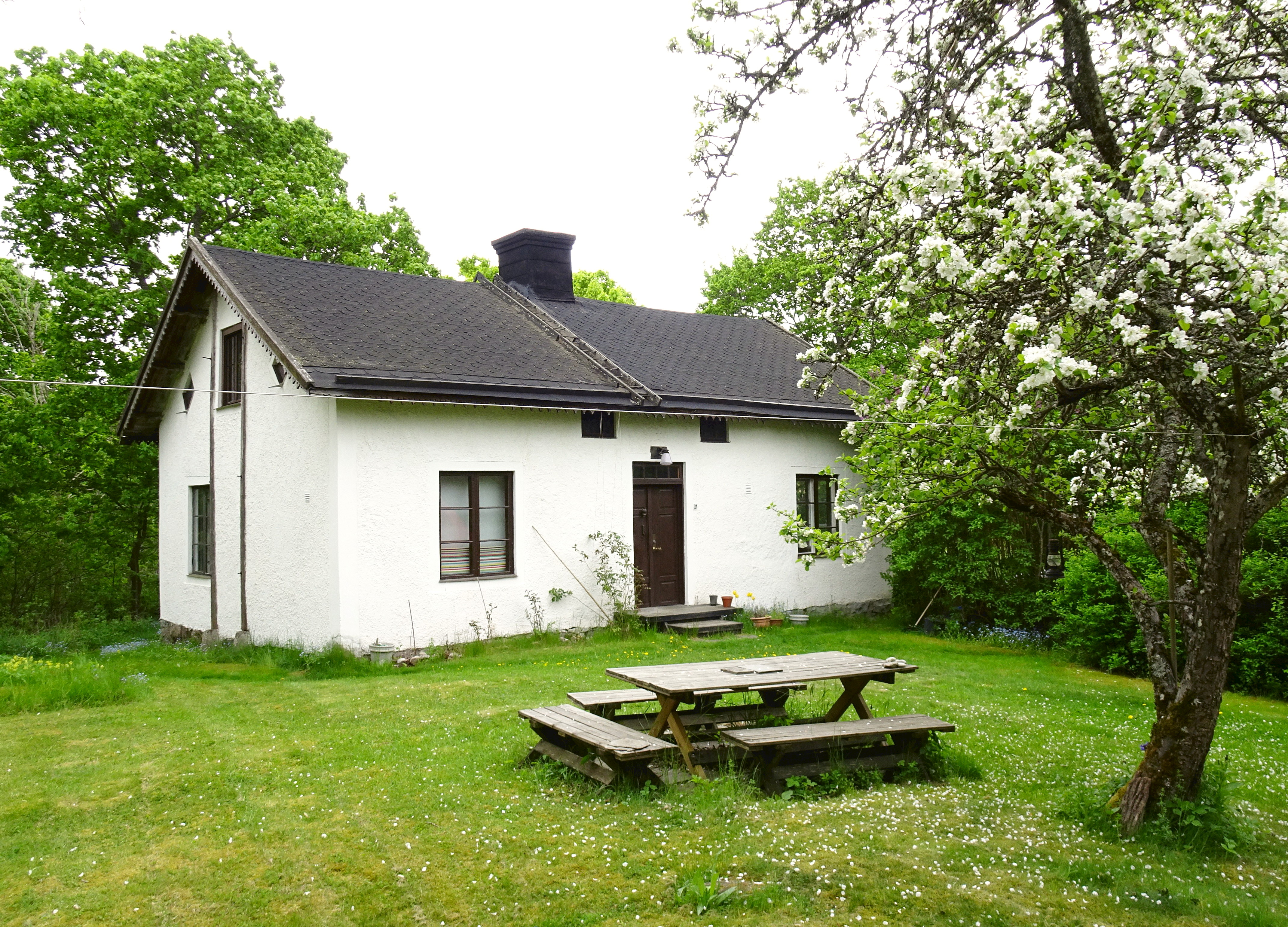
Kubbhuset - Mjölnarens bostad
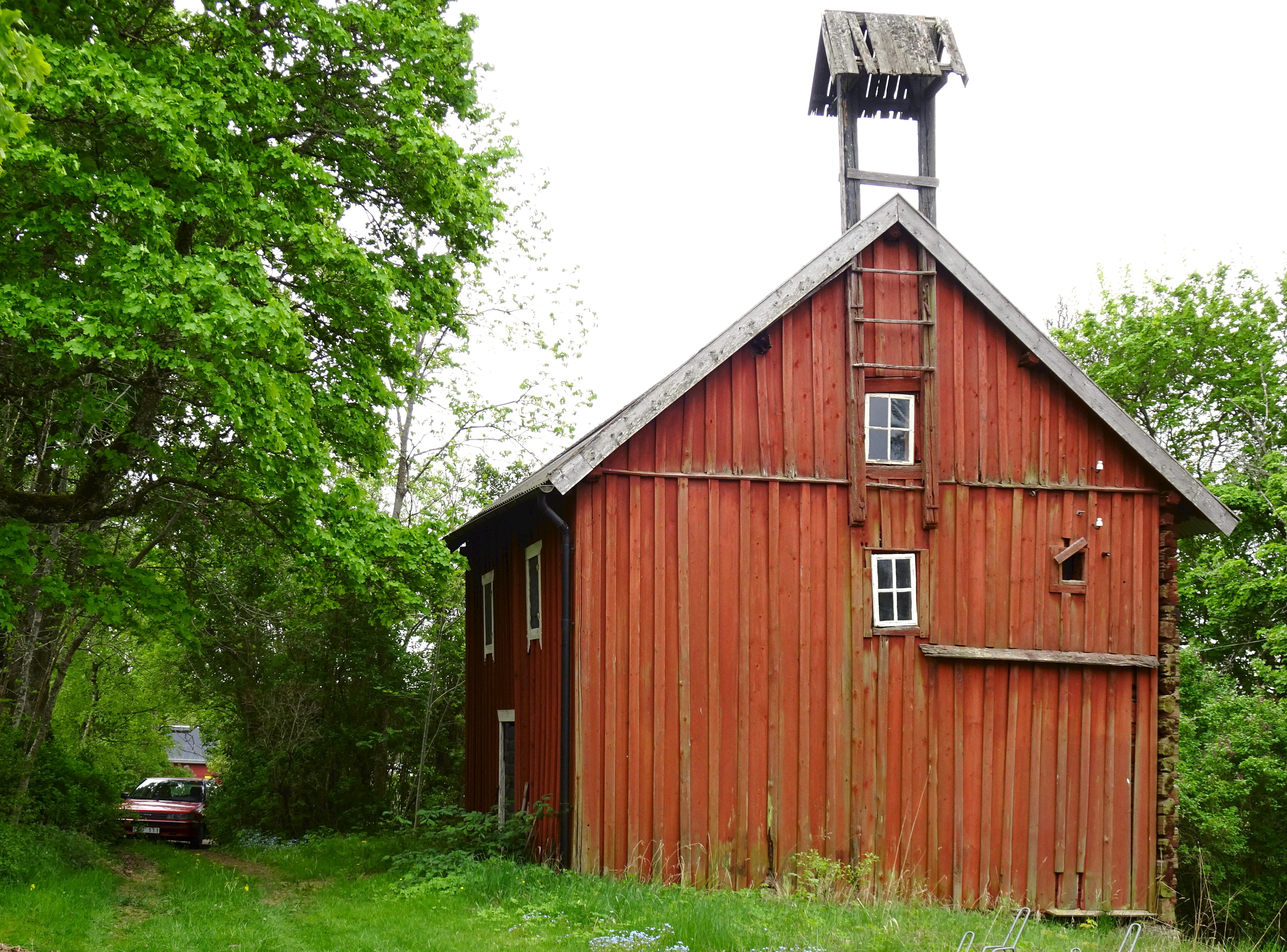
Ekonomibyggnad med vällingklocka
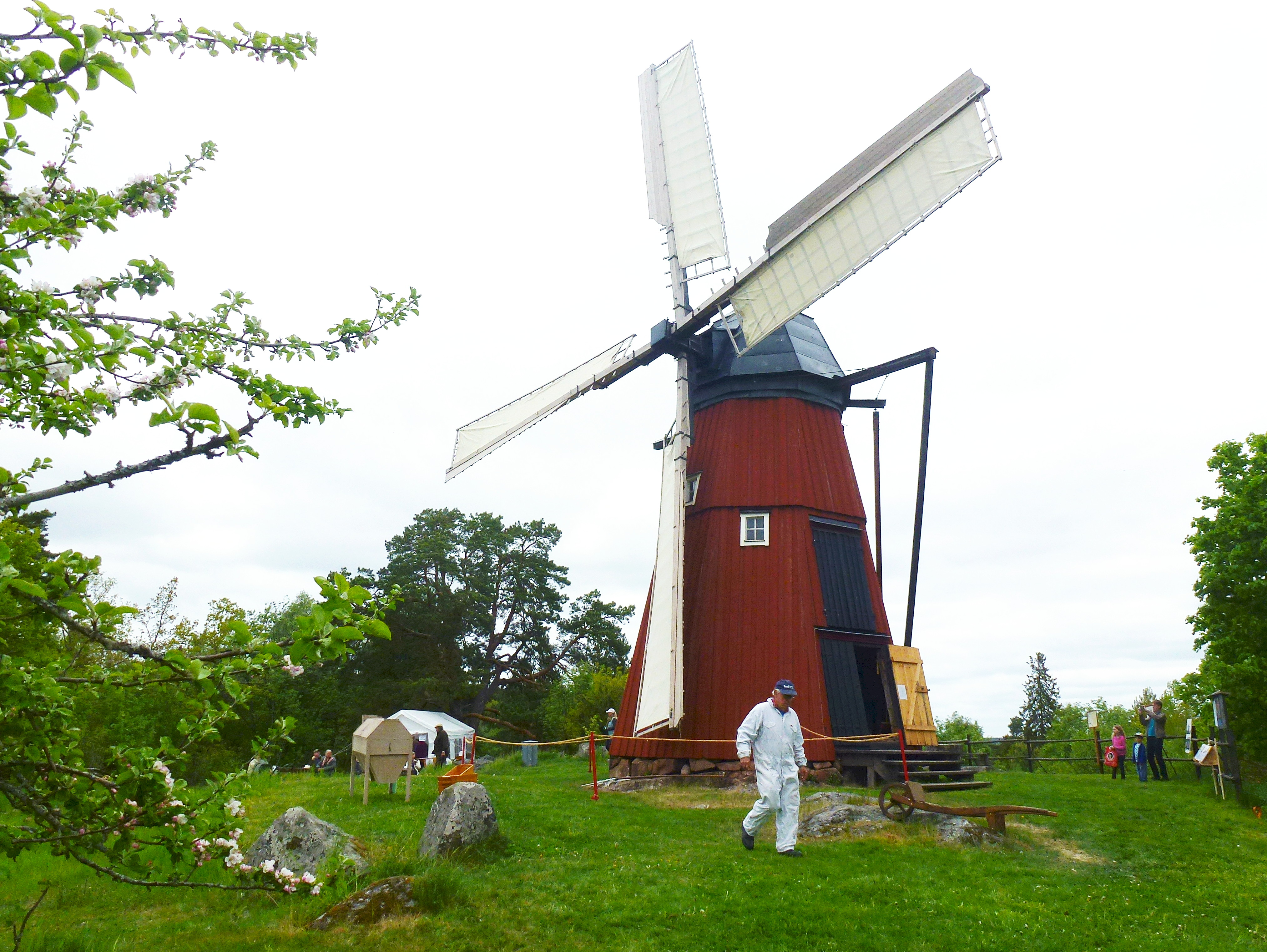
Överby kvarn
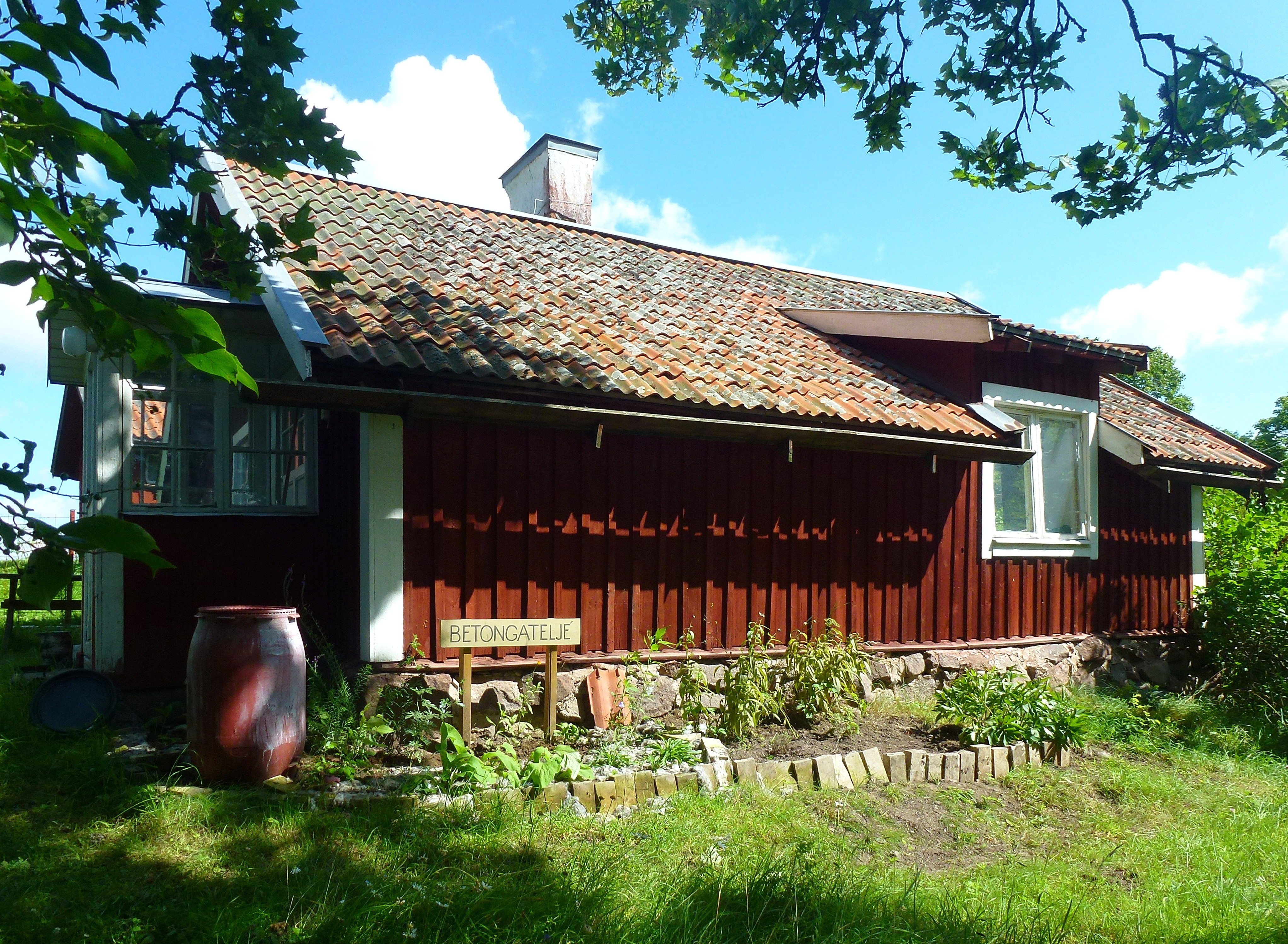
F.d. kvarnstugan "Betongateljé"